# Zopiclon
Zopiclon ist ein Arzneistoff aus der Wirkstoffgruppe der Cyclopyrrolone. Zopiclon wirkt in geringen Dosen schlafanstoßend – in hohen Dosen schlaferzwingend. Auch wirkt es anxiolytisch, antikonvulsiv und muskelrelaxierend. In Deutschland wurde der Wirkstoff als Ximovan im März 1990 zugelassen, die Markteinführung erfolgte im April 1991 durch Rhône-Poulenc.

## Pharmakologie
Zopiclon ist chemisch gesehen ein Cyclopyrrolon-Derivat, welches das einzige zugelassene Sedativum der Cyclopyrrolone darstellt. Vom Wirkprofil betrachtet zählt es zu der Gruppe der sogenannten GABA-Rezeptor-Agonisten, es wirkt auf die gleichen Rezeptoren, die sonst durch den inhibitorischen Neurotransmitter GABA aktiviert werden. Pharmakologisch wird es als Sedativum neuer Generation – als Z-Drug – klassifiziert.

## Pharmakokinetik
Zopiclon wird nach oraler Einnahme schnell resorbiert und in das Zentralnervensystem aufgenommen. Bereits nach 1,5–2 h ist die maximale Plasmakonzentration von 0,02–0,06 µg/ml erreicht. Die Bioverfügbarkeit beträgt 80 %.
Zopiclon bindet an die α1-Untereinheit des GABA-Rezeptors an. Dadurch wird die schlaffördernde Wirkung des Neurotransmitters γ-Aminobuttersäure bei gleicher Konzentration deutlich gesteigert. Diese Verstärkung am GABA-Rezeptor tritt vorrangig lokal im Cortex cerebri und Cerebellum, jedoch nicht in anderen peripheren Rezeptorsystemen auf. Die Halbwertszeit beträgt 5 Stunden.

## Nebenwirkungen
Als häufigste Nebenwirkung wird die Irritation des Geschmackssinnes beschrieben (bitterer, metallischer Geschmack). Daneben wurden Mundtrockenheit, Kopfschmerzen, Tagesmüdigkeit und allgemeines Schwächegefühl als Nebenwirkungen beobachtet. Des Weiteren kann eine anterograde Amnesie auftreten, dies bedeutet eine Gedächtnislücke nach Medikamenteneinnahme. Es wird teilweise auch von Verwirrtheitszuständen, Sehstörungen, Schwindel und Bewusstlosigkeit berichtet.
Bei einer regelmäßigen Einnahme über mehrere Wochen muss beim Absetzen mit Entzugserscheinungen gerechnet werden. Zopiclon besitzt ein psychisches und körperliches Suchtpotenzial. Aus diesem Grund sollte es nicht länger als zwei Wochen verordnet werden. Die Anwendung bei Menschen mit einer vorbestehenden Abhängigkeitserkrankung ist nur in Ausnahmefällen indiziert.

## Stereoisomerie
Zopiclon ist chiral und enthält ein Stereozentrum. Es gibt somit zwei Enantiomere, die (R)-Form und die (S)-Form. Ausschließlich das (S)-Zopiclon (Eszopiclon) ist pharmakologisch aktiv.
Arzneilich verwendet werden sowohl das Racemat (1:1-Gemisch der Enantiomere) als auch das reine Eszopiclon.

## Handelsnamen
Imovane (D, CH), Optidorm (D), Somnal (A), Somnosan (D), Ximovan (D), Zopiclodura (D), Zopitin (CZ), Zopiclone (F), diverse Generika (D). Zopiclonpräparate sind in Deutschland verschreibungspflichtig.